# I. Krešimir horvát király
I. Kresimir (? – 945) a középkori Horvát Királyság harmadik uralkodója volt, a Trpimirović-házból, aki 935-ben lépett trónra, apja, II. Trpimir halálakor. Két fia volt, az idősebb Miroszláv és a fiatalabb Mihály Kresimir. Halála után a két fia egymás ellen harcolt, és mindkettőből király lett.
A Dukljai Pap Krónikája szerint Petar, a fiatalabb testvére, Duklja vajdája volt.
Uralkodása alatt megőrizte Horvátországot erős katonai hatalomnak.

## A név eredete
A Krešimir név eredete régóta kérdés alatt áll. Manapság az az elmélet érvényesül, hogy két szó kombinációjából keletkezett: a „krijesti“ vagy „krijesiti“ parancsszóból, amelyet „szikrálj”-nak értelmezik, valamint a „mir” (béke) szóból. Ezek szerint a név azt jelentené, hogy „az aki békében fénylik”, vagyis „megvilágosodott”. 
A másik elmélet szerint a latin „Cresmur”-ból ered, amelynek jelentése „(szent olajjal) felkenni”. Ezek szerint a név „felkentet” jelent, ami a király kereszténységének bizonyítéka lenne.